# Chi lavora è perduto
Chi lavora è perduto es una película italiana de 1963 dirigida por Tinto Brass y protagonizada por Sady Rebbot. Se trata del debut como director de Tinto Brass. En 2008 fue incluida en la lista de las 100 películas italianas para preservación.

## Sinopsis
La película sigue un día de Bonifacio (Sady Rebbot), un diseñador joven y desempleado con tendencias antisociales. Ha presentado una solicitud de trabajo y tiene una entrevista para el examen psicológico en la mañana. El resto del día, comienza a pasear por Venecia y recuerda su pasado, también soñando despierto con su futuro. Los flashbacks revelan su aflicción amorosa con su exnovia Gabriella (Pascale Audret) y sus relaciones con sus amigos comunistas Claudio (Tino Buazzelli) y Kim (Franco Arcalli).

## Reparto
- Sady Rebbot - Bonifacio
- Pascale Audret - Gabriella
- Tino Buazzelli - Claudio
- Franco Arcalli - Kim
- Nando Angelini - Sargento
- Piero Vida - Gianni (amigo de Bonifacio)